# Кейрос, Изакиас
Изаки́ас Кейро́с дус Са́нтус (порт.-браз. Isaquias Queiroz dos Santos; род. 3 января 1994, Убаитаба, Баия) — бразильский гребец на каноэ, олимпийский чемпион 2020 года и трёхкратный призёр Игр 2016 года, многократный чемпион мира, двукратный чемпион Панамериканских игр 2015 года.

## Карьера
Заниматься греблей на каноэ Кейрос начал в возрасте 11 лет, благодаря специальной программе развития гребли в его родном городе.
В 2011 году дебютировал на международном уровне, выступал на этапах Кубка мира, а также впервые в карьере участвовал в чемпионате мира в Сегеде, где на стайерской дистанции 5000 м пробился в финал и занял там шестое место.
Спустя два года, на чемпионате мира в немецком Дуйсбурге завоевал бронзу на километровой дистанции, став первым в истории бразильцем-обладателем медали мирового первенства. День спустя выиграл золото на дистанции в два раза короче, став в девятнадцатилетнем возрасте чемпионом мира.
На московском первенстве мира защитил чемпионское звание на полукилометровой дистанции, а также в паре с Эрлоном Силвой завоевал бронзу на дистанции 200 метров. В 2015 году в Милане вновь завоевал золото и бронзу, причём на этот раз сильнейшим Кейрос стал в двойках на километровой дистанции. По итогам 2015 года был признан лучшим спортсменом года в Бразилии.